# Germans Chudnovsky
Els germans Chudnovsky (David Volfovich; nascut el 1947 a Kíiv i Gregory Volfovich; nascut el 1952 a Kíiv) són dos matemàtics americans coneguts pel seu rècord mundial de càlculs matemàtics, els superordinadors de fabricació casolana i la seva estreta relació de treball.

## Carreres en les matemàtiques
L'any 1992 un article en el The New Yorker esmentava que segons l'opinió de molts matemàtics, Gregory Chudnovsky és un dels millors matemàtics vius del món. El seu germà, David Chudnovsky, col·labora amb ell i li fa d'assistent en la malaltia que pateix, la miastènia greu.
Els Germans Chudnovsky han mantingut registres, en diferents moments, per calcular π amb el màxim nombre de dígits. Van arribar als dos milions de dígits en la dècada dels 1990, amb un superordinador, anomenat m-zero, que van construir al seu apartament de Manhattan. El 1987, els germans Chudnovsky van desenvolupar l'algoritme (que ara es diu l'algoritme Chudnovsky) que utilitzen per trencar diversos rècords de càlcul del nombre Pi. Avui en dia, aquest algoritme el fa servir Mathematica per calcular π, i es continua fent servir per altres institucions o persones que han aconseguit rècords mundials en el càlcul del nombre pi.
Els germans també van assistir el Museu Metropolità d'Art el 2003, en la fusió d'una sèrie de fotografies digitals preses de The Hunt of the Unicorn durant la seva neteja.

## L'algorisme Chudnovsky
L'algorisme implementa una sèrie de convergència ràpida. Segueix una sèrie hipergeomètrica emprada en el càlcul d'alta precisió dels dígits de pi. Es fonamenta en la fórmula de Ramanujan i sembla que és l'emprada en els càlculs de pi de començaments del segle xxi.